# Classe D (sous-marin américain)
Pour les autres classes de navires du même nom, voir Classe D.
Les sous-marins de la classe D forment une classe de trois sous-marins, construits pour la marine américaine au cours de la première décennie du XXe siècle. Les trois navires servent pendant la Première Guerre mondiale pour former des équipages et des officiers sur la côte est des États-Unis, avant que la classe ne soit mise hors service et vendue pour démolition en 1922.

## Navires de la classe
- USS D-1 (SS-17), est mis sur cale le 16 avril 1908, lancé le 8 avril 1909 et mis en service le 23 novembre 1909 sous le nom de Narwhal. Rebaptisé D-1 le 17 novembre 1911, le sous-marin est mis hors service le 8 février 1922 et vendu par la suite[1].
- USS D-2 (SS-18), est mis sur cale le 16 avril 1908, lancé le 16 juin 1909 et mis en service le 23 novembre 1909 sous le nom de Grayling. Rebaptisé D-2 le 17 novembre 1911, le sous-marin est mis hors service le 18 janvier 1922 et vendu par la suite[2].
- USS D-3 (SS-19), est mis sur cale le 16 avril 1908, lancé le 12 mars 1910 et mis en service le 8 septembre 1910 sous le nom de Salmon. Rebaptisé D-3 le 17 novembre 1911, le sous-marin est mis hors service le 20 mars 1922 et vendu par la suite[3].